# 4號公路槍擊案
當地時間2024年10月15日上午約11點20 分，一名槍手在以色列中部區亞夫內的亞夫內交交交匯處附近的4號公路上向南行駛的警車和其他車輛開火，造成4人受傷，其中1名警員殉職。最終，襲擊者被一名途經的武裝平民擊斃。

## 襲擊
事件發生於2024年10月15日，一名持手槍的槍手在亞夫內交匯處開火，目標是警車和其他行駛中的車輛。
襲擊導致33歲的警官阿迪爾·卡多什重傷，並於送至阿什杜德的阿蘇塔醫療中心後不治身亡。另一名受害者的車輛遭到襲擊，並因車窗破裂受到輕傷至中度傷害。隨後，襲擊者被一名攜槍途經的平民擊斃。

## 襲擊者
襲擊者為28歲的穆罕默德·達爾杜納，來自加沙地帶北部，近年來非法居住於約旦河西岸地區賈巴利亞地區。

## 反應
以色列極右翼政治人物兼國家安全部長伊塔馬爾·本-格維爾抵達襲擊現場，並表示該名擊斃襲擊者的平民三個月前因應其推動的武器改革而取得槍支許可。